# كيكايشي

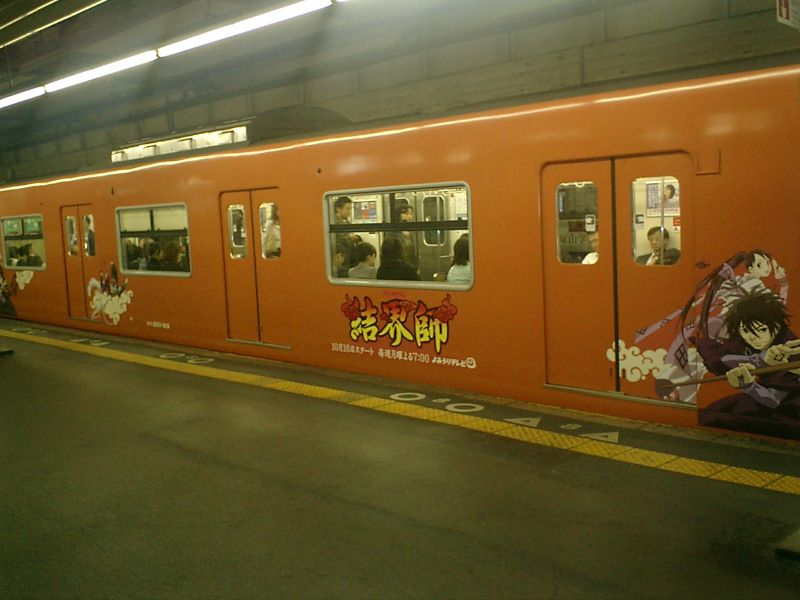
قطار JR 201 EMU يحمل إعلان مانغا/أنمي "ككايشي" (Kekkaishi)، في محطة تينّوجي، أوساكا.

كيكايشي (باليابانية: 結界師، بالروماجي: Kekkaishi) هي سلسلة مانغا يابانية من تأليف ورسم Yellow Tanabe، نشرت من قبل شوغاكوكان في مجلة شونن سندي الأسبوعية، في 7 مايو عام 2003 حتى 20 أبريل عام 2011، وتكونت من 35 مجلدًا. أنتجت إلى أنمي تلفزيوني من قبل استوديو سنرايز، عرض الأنمي في 16 أكتوبر عام 2006 واستمر عرضه حتى 11 فبراير عام 2008، وتكون من 52 حلقة.

## القصة
تدور أحداث القصة عن عن أسطورة حدثت قبل وخمسمائة سنة عن زيعم إقطاعي اسمه توكيموري هازاكا، تعرض للهجوم من قبل وحوش الإيكاشي للحصول على قواه الغامضة، التي يمكنها أن تسيطر على عالم البشر. قرر توكيموري هازاكا أن بنقذ الأرض مع أثنين من أتباعه، لكن مات على أثر مرض ودفن في أرض اسمها كاراسوموري.

## الشخصيات
يوشيموري سوميمورا (باليابانية: 墨村 良守، بالروماجي: Sumimura Yoshimori)
مؤدي الصوت: كايتو إيشيكاوا
توكيني يوكيمورا (باليابانية: 雪村 時音، بالروماجي: Yukimura Tokine)
مؤدية الصوت: ري سايتو
غين شيشيو (باليابانية: 志々尾 限، بالروماجي: Shishio Gen)
مؤدي الصوت: إيجي مياشيتا
الأميرة (باليابانية: 姫، بالروماجي: Hime)
مؤدية الصوت: ناوكو ماتسوي
بياكو (باليابانية: 白، بالروماجي: Byaku)
مؤدي الصوت: كينجيرو تسودا
آيهي (باليابانية: 藍緋، بالروماجي: Aihi)
مؤدية الصوت: ساشيكو كوجيما
غاغين (باليابانية: 牙銀، بالروماجي: Gagin)
مؤدي الصوت: كينتا مياكي
شيون (باليابانية: 紫遠، بالروماجي: Shion)
مؤدية الصوت: ماساكو كاتسكي
كوشو (باليابانية: 江朱، بالروماجي: Kōshu)
مؤدي الصوت: نوبوتوشي كانا
هيكيان' (باليابانية: 碧闇، بالروماجي: Hekian)
مؤدي الصوت: كينشو ياماموتو
كاغورو (باليابانية: 火黒، بالروماجي: Kaguro)
مؤدي الصوت: هيرواكي هيراتا
هاروكو (باليابانية: 波緑، بالروماجي: Haroku)
مؤدي الصوت: دايسوكي ناكامورا
سيكيا (باليابانية: 赤亜، بالروماجي: Sekia)
مؤدي الصوت: سيتسوجي ساتوه
سانان (باليابانية: 茶南، بالروماجي: Sanan)
مؤدي الصوت: شونسكي ساكويا
أوبسيرفير (باليابانية: 監視者، بالروماجي: Kanshisha)
مؤدي الصوت: تاكوما تاكيواكا
ساكون (باليابانية: 左近، بالروماجي: Sakon)
مؤدي الصوت: كاتسويوكي كونيشي
ماداراو (باليابانية: 斑尾، بالروماجي: Madarao)
مؤدي الصوت: تاكيهارو أونيشي
شيغيموري سوميمورا (باليابانية: 墨村 繁守، بالروماجي: Sumimura Shigemori)
مؤدي الصوت: يوهي تادانو
ماساموري سوميمورا (باليابانية: 墨村正守، بالروماجي: Sumimura Masamori)
مؤدي الصوت: أتسشي مياوتشي
توشيموري سوميمورا (باليابانية: 墨村 利守، بالروماجي: Sumimura Toshimori)
مؤدي الصوت: ميوكي كاواشو
سوميكو سوميمورا (باليابانية: 墨村 守美子، بالروماجي: Sumimura Sumiko)
مؤدية الصوت: كيكو كانو
شوجي سوميمورا (باليابانية: 墨村 修史، بالروماجي: Sumimura Shūji)
مؤدي الصوت: مانابو موراجي

## وصلات خارجية
- موقع المانغا الرسمي (باليابانية)
- موقع الأنمي الرسمي (باليابانية)
- كيكايشي على موقع قناة يوميوري (باليابانية)
- Namco Bandai official DS game site (باليابانية)
- كيكايشي على موقع فيز ميديا
- Kekkaishi Episodes, Downloads and More from أدلت سويم
- كيكايشي على موقع ANN manga (الإنجليزية)